# Prząśniczka
Prząśniczka – pieśń skomponowana przez Stanisława Moniuszkę na głos i fortepian do słów Jana Czeczota. Obecnie często wykonywana jako utwór instrumentalny, na instrumentach dętych.
Jej transkrypcję na fortepian wykonał polski kompozytor Henryk Melcer-Szczawiński. Popularne było wykonanie Prząśniczki przez duet fortepianowy „Marek i Wacek”. Utwór był wykorzystywany jako sygnał wywoławczy przez stacje radiowe i telewizyjne: Polskie Radio Białystok oraz Telewizję Łódź.
Tytułowa prząśniczka to część kołowrotka, gdzie umocowane jest przędziwo. Błędem jest użycie tego słowa, spotykane także w tekstach literackich, w znaczeniu „kobieta zajmująca się przędzeniem”. W rzeczywistości taka kobieta to prządka.
Na Prząśniczce wzorowany jest utwór Sanah i Igora Herbuta z 2022 roku – Mamo tyś płakała.

## Hejnał Łodzi

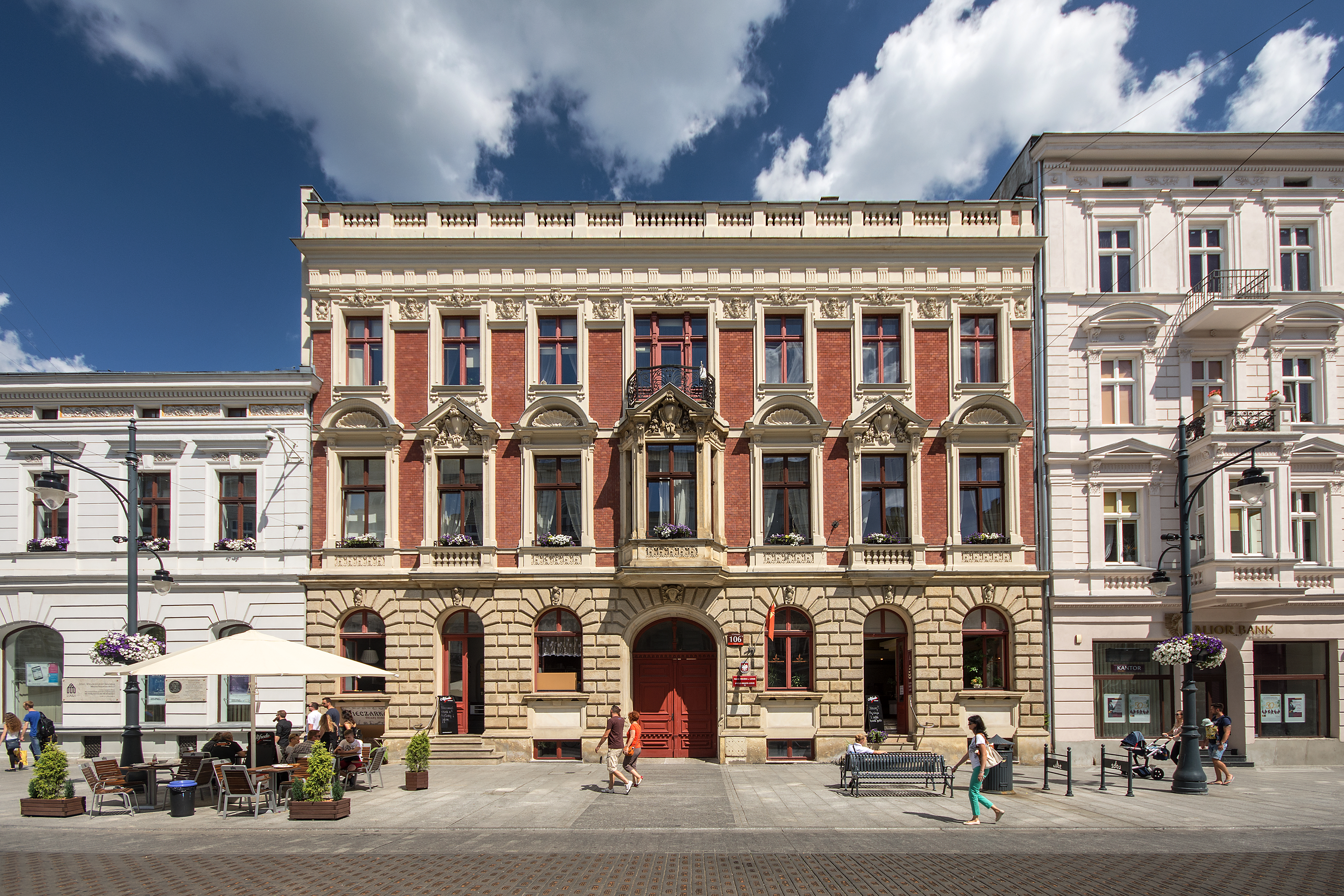
Kamienica Juliusza Heinzla, Piotrkowska 106

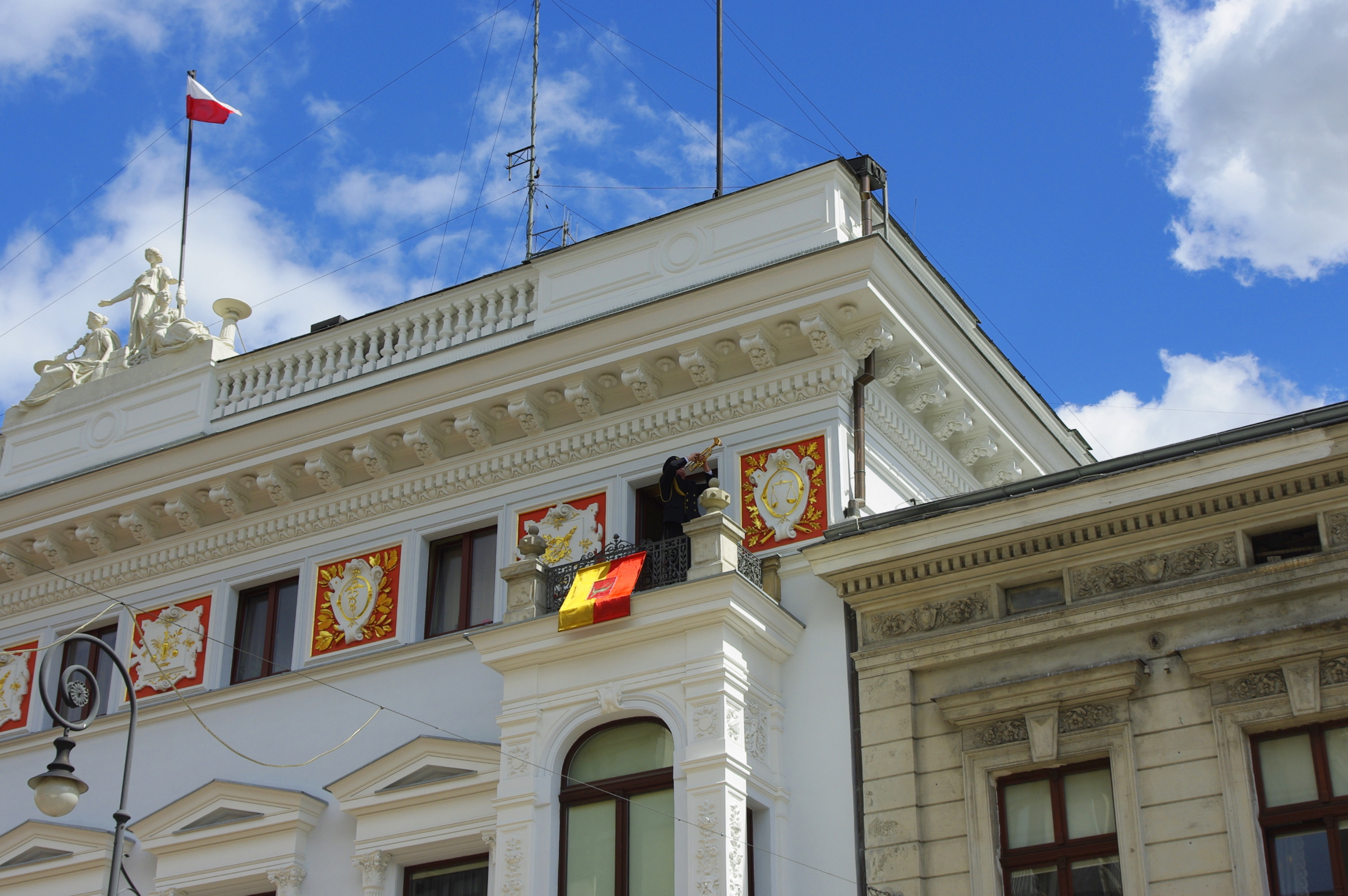
Hejnał odgrywany był do 8 września 2011 z balkonu pałacu Heinzla, obecnie Urząd Miasta Łodzi

Od 6 maja 1998 (zgodnie z uchwałą Nr LXXXVI/835/98 Rady Miejskiej), dzięki inicjatywie łódzkiego radnego Andrzeja Jędrzejczaka (ówczesnego wiceprzewodniczącego Rady Miejskiej), „Prząśniczka” została oficjalnym hejnałem Łodzi i jednym z miejskich symboli. Hejnał grany jest codziennie na trąbce, o godzinie 12:00, z okna Urzędu Miasta Łodzi przy ul. Piotrkowskiej 106 (do 8 września 2011 z balkonu budynku nr 104, pałacu Juliusza Heinzla). Melodia rozbrzmiewa również o pełnej godzinie jako dźwięk zegara z wieży dawnego Ratusza Miejskiego przy placu Wolności.
Łódź już wcześniej kojarzona była z „Prząśniczką”. W 1973 – podczas obchodów 550-lecia nadania Łodzi praw miejskich – narodził się pomysł grania tego sygnału muzycznego z wieży dawnego ratusza (z czasem mechanizm odtwarzający muzykę połączono z zegarem). Przez wiele lat również łódzki oddział TVP używał „Prząśniczki” jako charakterystycznego sygnału swojej stacji. Do niedawna, jako tło muzyczne planszy wywoławczej na początku programów lokalnych w TVP2, wykorzystywana była mocno zmodyfikowana, nowoczesna wersja tej melodii.
Hejnał Łodzi wykonywany jest na zmianę przez Piotra Grabowskiego i Władysława Cichego z Orkiestry Dętej MPK (do 2011 roku zmiennikiem był Włodzimierz Miszczak). Utwór wykonywany jest dwukrotnie – najpierw trębacz gra zwrócony w stronę placu Wolności, a później w przeciwnym kierunku – do placu Niepodległości.

## Prząśniczka w Żyrardowie

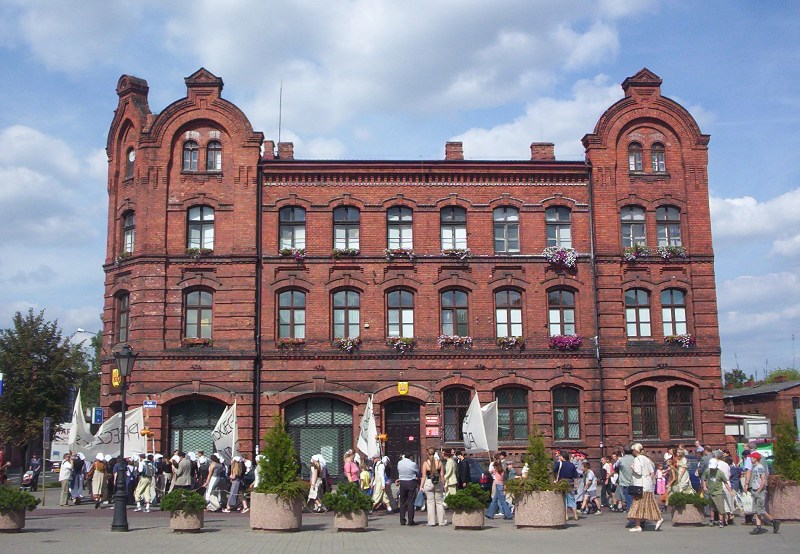
Budynek urzędu miasta w Żyrardowie. Zegar znajduje się na szczycie po lewej stronie.

Utwór jest wygrywany codziennie o 12.00 przez kuranty zegara umieszczonego na budynku Urzędu Miasta (Magistratu).